# Ceromin
Ceromin [pronunciación en polaco: /t͡sɛˈrɔmin/] (en casubio: Seromino; en alemán: Zeromin) es un Asentamiento en el distrito administrativo de Gmina Czarna Dąbrówka, dentro de Condado de Bytów, Voivodato de Pomerania, en Polonia del norte. Se encuentra aproximadamente a 7 kilómetros al sureste de Czarna Dąbrówka, a 20 kilómetros al norte de Bytów, y a 68 kilómetros al oeste de la capital regional Gdańsk.